# Miconia sprucei
Miconia sprucei är en tvåhjärtbladig växtart som beskrevs av José Jéronimo Triana. Miconia sprucei ingår i släktet Miconia och familjen Melastomataceae. Inga underarter finns listade i Catalogue of Life.